# Dunedinia pullata
Dunedinia pullata là một loài nhện trong họ Linyphiidae.
Loài này thuộc chi Dunedinia. Dunedinia pullata được Alfred Frank Millidge miêu tả năm 1988.